# Ghesquierellana dioramica
Ghesquierellana dioramica är en fjärilsart som beskrevs av Ghesquière 1942. Ghesquierellana dioramica ingår i släktet Ghesquierellana och familjen Crambidae. Inga underarter finns listade i Catalogue of Life.